# Fayçal Tebbini
Fayçal Tebbini ou Faycel Tebini est un homme politique tunisien, fondateur et dirigeant du Parti de la voix des agriculteurs.
Lors des élections législatives de 2014, il est élu député de la circonscription de Jendouba, avant d'être réélu en 2019.
Il y siège à la commission de l'agriculture, de la sécurité alimentaire, du commerce et des services liés de février 2015 à septembre 2016 et à la commission de la réforme administrative, de la bonne gouvernance, de la lutte contre la corruption et du contrôle de gestion des deniers publics d'avril 2015 à septembre 2016.
Connu pour ses dérapages, il insulte les dirigeants d'Ennahdha, compare le chef du gouvernement Youssef Chahed à Adolf Hitler et menace même de le faire fusiller en public s'il est élu président de la République. Le 29 mai 2019, il annonce une candidature à l'élection présidentielle, qui se révèle sans suite.
Il est également connu pour ses dérapages misogynes, notamment lorsqu'il insulte l'ancienne députée et féministe Bochra Belhaj Hmida : il déclare sur son compte Facebook qu'elle est certaine qu'elle ne risque pas d'être violée puisque personne ne la regarde déjà comme une femme pour avoir envie de la violer. 
Le 13 avril 2020, il démissionne du bloc démocrate.
Après le gel de l'activité de l'Assemblée des représentants du peuple, il est arrêté en juillet 2021. Condamné à huit mois de prison, il est libéré en septembre de la même année. En mars 2022, il est condamné à quatre et à six mois de prison.